# Konstantinos Kefalas
Konstantinos Kefalas var en bysantinsk lärd, som på 900-talet sammanställde en antologi av grekiska dikter, Anthologia Palatina.
Samlingen påträffades 1606 i en handskrift tillhörig den pfalziska kurfurstliga biblioteket i Heidelberg.